# Louis Schulz
Louis Schulz, auch Ludwig Schulz  (* 10. Mai 1806 in Frankenthal; † 6. April 1885 in Heidelberg) war ein Rechtsanwalt und Mitglied des Reichstags des Deutschen Kaiserreichs.

## Leben
Schulz studierte Mathematik in Heidelberg sowie Rechtswissenschaft in Göttingen und Heidelberg. Ab 1837 war er als Rechtsanwalt in Heidelberg tätig.
1871/1872 gehörte er der 2. Kammer der Badischen Ständeversammlung an. Am 26. April 1872 gewann er als Kandidat der Zentrumspartei eine Ersatzwahl im Reichstagswahlkreis Baden 14 (Tauberbischofsheim, Buchen) und gehörte dem Reichstag bis zum Ende der Legislaturperiode im Jahre 1874 an.